# ぶんぶんぶん

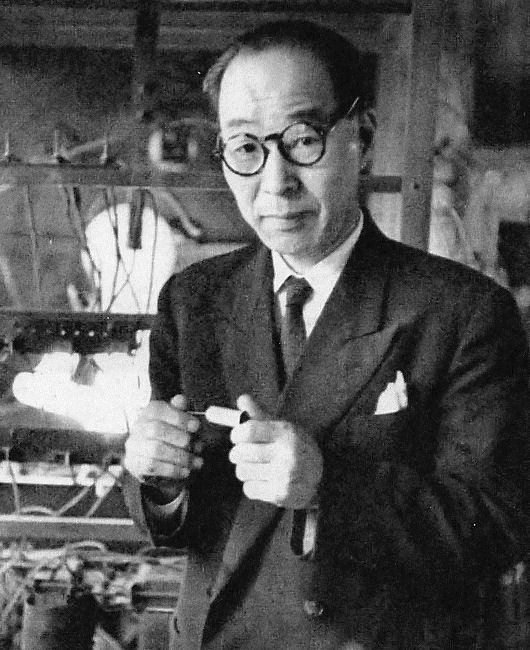
日本語作詞者の村野四郎

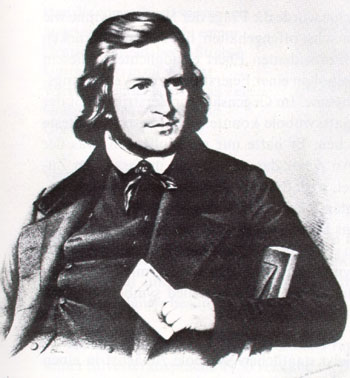
ドイツ語作詞者のホフマン・フォン・ファラースレーベン（1841年）

「ぶんぶんぶん」は、ボヘミア民謡に日本語の歌詞を付した童謡。村野四郎作詞、1947年発表。曲は、チェコ・ボヘミア地方で歌われていた民謡に、ドイツの詩人ホフマン・フォン・ファラースレーベンが詞を付したドイツ語曲 "Biene"（蜂・花蜂の意、1843年発表。"Summ, summ, summ" の題名も知られる）を基とする。

## 成立と展開

### ドイツ語曲
チェコ・ボヘミア地方で歌われていた民謡に、ドイツの詩人ホフマン・フォン・ファラースレーベン（アウグスト・ハインリヒ・ホフマン、1798年 - 1874年）が1835年に歌詞を付したものである。1843年、ライプツィヒで出版された童謡集『Funfzig Kinderlieder』（「童謡50選」の意）に "Biene" の題で初めて収録された。この時の楽譜はト長調で書かれている（後掲）。題名の Biene はドイツ語でセイヨウミツバチなどのハナバチを指す。現代ドイツでは歌い出しの歌詞である蜂の羽音を表す擬音から "Summ, summ, summ" の題名で知られる。
ホフマンの詞は養蜂の様子を歌っており、前半は野山を飛び回り働く蜂の姿を描き、後半ではそれによりもたらされる蜜蝋や蜂蜜の恵みに感謝を捧げる内容となっている。

### 日本語曲
「ぶんぶんぶん」は1947年（昭和22年）、小学校1年生用音楽科教科書『一ねんせいのおんがく』（東京書籍発行）に掲載された。作詞は詩人の村野四郎（1901年 - 1975年）による。同教科書は戦後唯一の文部省編集小学校音楽科国定教科書である。1949年（昭和24年）に開始された学校教育法下での検定教科書制度においても「ぶんぶんぶん」は引き続き採用され、1951年（昭和26年）から教育芸術社、1952年（昭和27年）から教育出版刊行の小学校1年生向け音楽科教科書に登場し、以後も断続的に掲載されている。
ドイツ語版では5番までの歌詞があったが、村野は2番までとしている。また、ドイツ語版の養蜂に関する歌詞とは異なり、開花した野ばらに蜂が集まる様子を歌っている。「Biene」はト長調曲であったが、『一ねんせいのおんがく』掲載の「ぶんぶんぶん」はハ長調に改められている。
なお、同じ曲を別の題名「蜜蜂」で1913年（大正2年）に吉丸一昌が『新作唱歌』第4集で「ブンブンブン蜂が鳴く」と作詞して出版している。

## ドイツ語歌詞
|    | ドイツ語歌詞 | 日本語訳例 |
| -- | --- | --- |

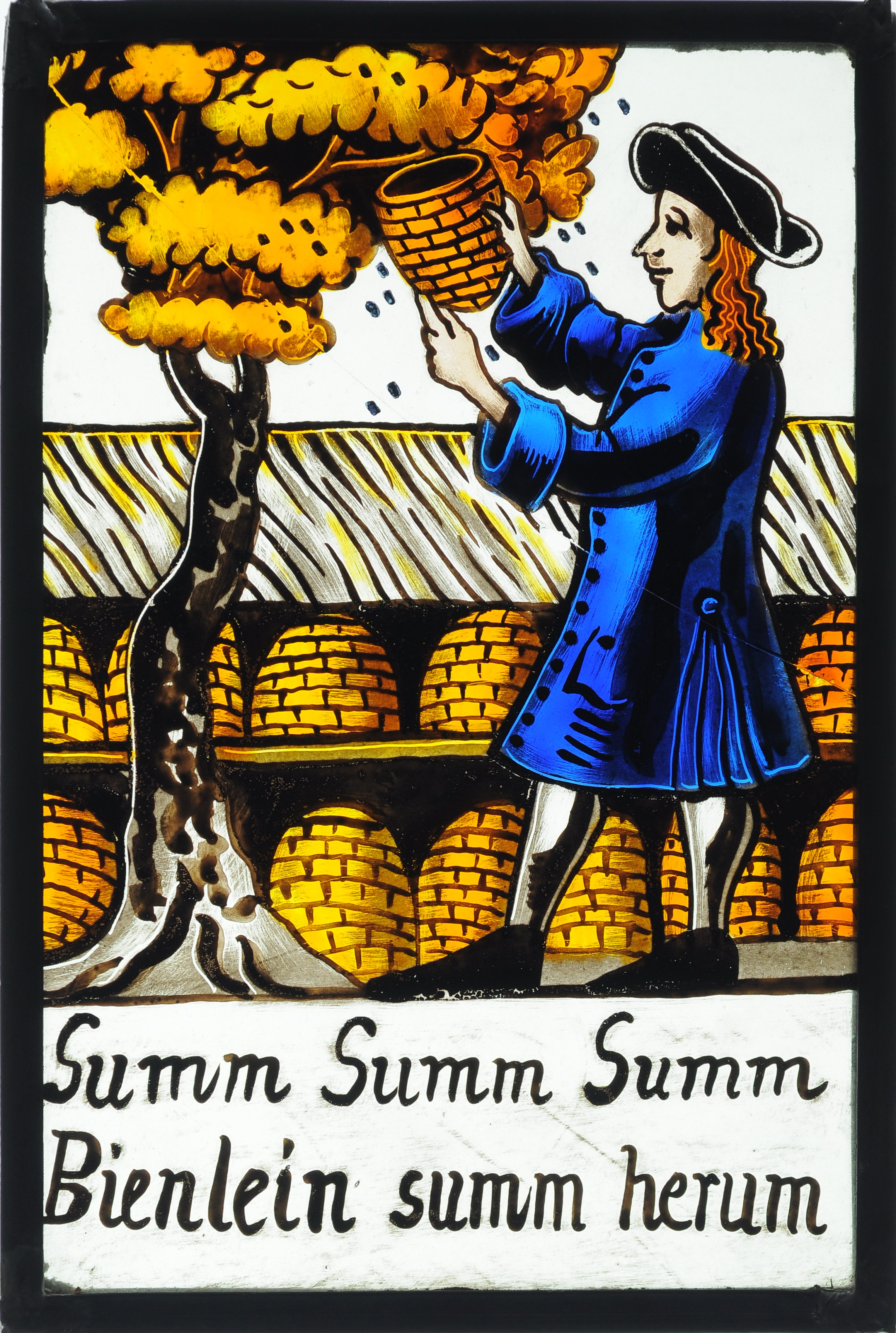
1753年ドイツ製ステンドグラスのコピー

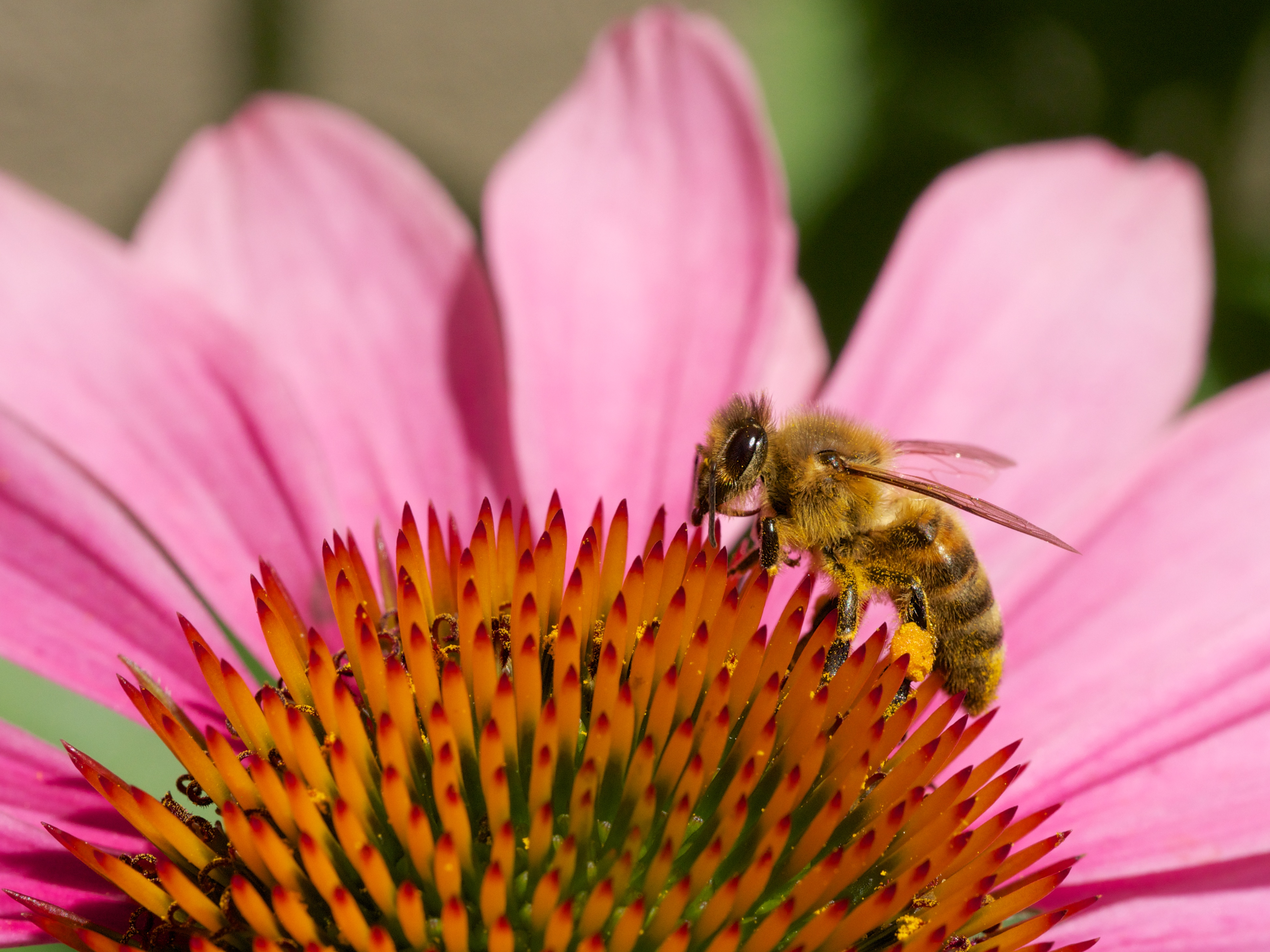
ドイツ語Biene（ハナバチ）の例、エキナセアの花で花粉を集めるセイヨウミツバチ

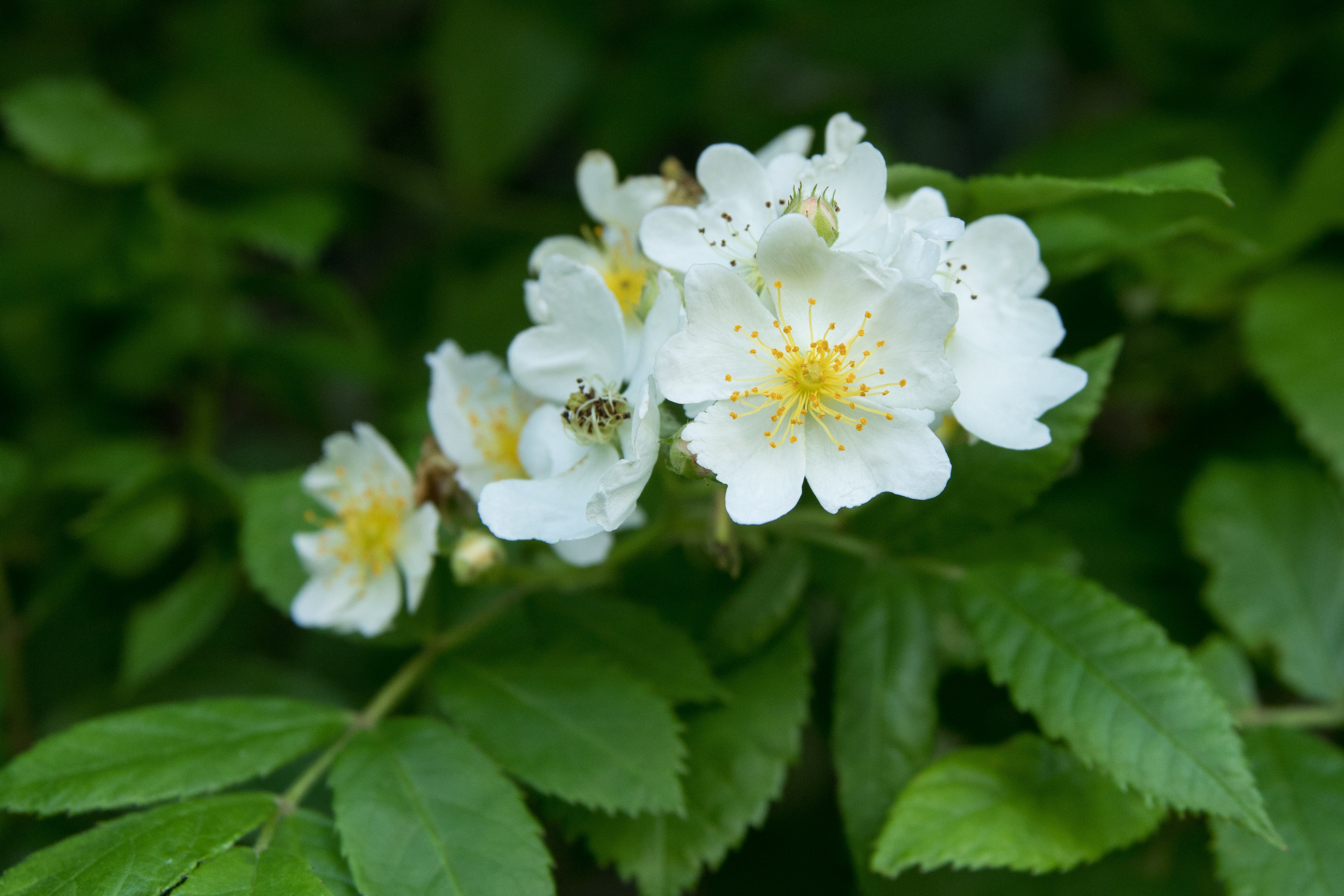
日本語詞に歌われる野ばらの一例（ノイバラ）

| 1. | Summ summ summ! Bienchen summ’ herum! ei! wir thun dir nichts zu Leide, flieg’ nun aus in Wald und Heide! Summ summ summ! Bienchen summ’ herum!     | ブーン ブーン ブーン! 蜂よブーンと飛び回れ! さあ 危害など加えない 森に野原に飛んでゆけ ブーン ブーン ブーン! 蜂よブーンと飛び回れ!        |
| 2. | Summ summ summ! Bienchen summ’ herum! such’ in Blumen, such’ in Blümchen dir ein Tröpfchen, dir ein Krümchen! Summ summ summ! Bienchen summ’ herum! | ブーン ブーン ブーン! 蜂よブーンと飛び回れ! 大きな花で 小さな花で 蜜を探せよ 花粉を探せよ ブーン ブーン ブーン! 蜂よブーンと飛び回れ!     |
| 3. | Summ summ summ! Bienchen summ’ herum! kehre heim mit reicher Habe, bau’ uns manche volle Wabe! Summ summ summ! Bienchen summ’ herum!                | ブーン ブーン ブーン! 蜂よブーンと飛び回れ! 宝を持って家へと帰れ 巣作りに精を出すがいい ブーン ブーン ブーン! 蜂よブーンと飛び回れ!       |
| 4. | Summ summ summ! Bienchen summ’ herum! bei den heilig Christ-Geschenken wollen wir auch dein gedenken – Summ summ summ! Bienchen summ’ herum!        | ブーン ブーン ブーン! 蜂よブーンと飛び回れ! 聖なるキリストの贈り物に そなたのことを思い出そう ブーン ブーン ブーン! 蜂よブーンと飛び回れ! |
| 5. | Summ summ summ! Bienchen summ’ herum! wenn wir mit dem Wachsstock suchen Pfeffernüss’ und Honigkuchen. Summ summ summ! Bienchen summ’ herum!        | ブーン ブーン ブーン! 蜂よブーンと飛び回れ! 紐ろうそくを灯して クッキーと蜂蜜ケーキを探そう ブーン ブーン ブーン! 蜂よブーンと飛び回れ!   |

## 楽譜

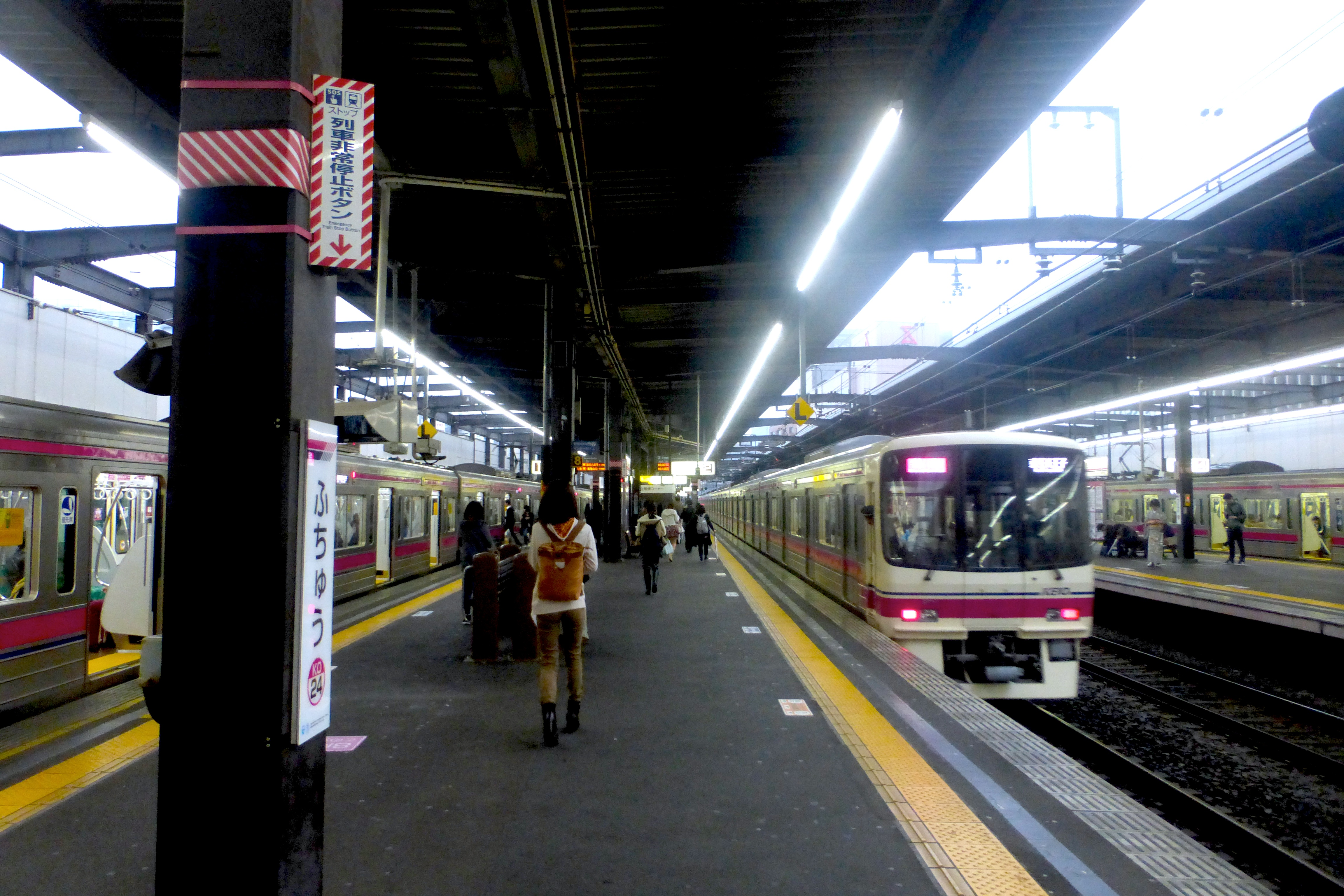
列車接近メロディとして「ぶんぶんぶん」が流れる京王線府中駅下りホーム

ホフマン・フォン・ファラースレーベン作詞、1843年版。
ここではト長調であるが、1947年刊行の文部省編『一ねんせいのおんがく』に掲載された「ぶんぶんぶん」はハ長調である。

## 広告などでの使用例
2013年4月24日から、村野の出身地である東京都府中市の京王電鉄京王線府中駅において、下りホーム（1・2番線）の列車接近メロディとして使用されている。
2019年にファンケル「マイルドクレンジング オイル」のCM「するんの歌篇」にて、替え歌が使用された。
2021年からユニリーバ・ジャパンのシャンプー「クリア」のCM（出演：賀来賢人）ヘアソング編で替え歌が使用されている。